# 楊適
楊適（？—？），字安道，人稱大隱先生，自署慈川逸民，慈溪（今属浙江省宁波市）人，北宋时期人物。
早年隱居大隱山，以縣學教師為業，行義聞名鄉里。嘉祐六年（1061年），以薦授將仕郎，又試太學助教，皆不赴。與樓鬱、杜醇、王致、王說合稱「慶曆五先生」。